# Suurijärvi (sjö i Finland, Mellersta Finland)
Suurijärvi är en sjö i Finland. Den ligger i kommunen Pihtipudas i landskapet Mellersta Finland, i den centrala delen av landet, 400 km norr om huvudstaden Helsingfors. Suurijärvi ligger 167 meter över havet. Den ligger vid sjöarna Nuoranen och Harjuntakanenjärvi. I omgivningarna runt Suurijärvi växer i huvudsak blandskog. Den är 2,6 meter djup. Arean är 43 hektar och strandlinjen är 4,81 kilometer lång. Sjön  ingår i Kymmene älvs huvudavrinningsområde. 